# Umberto Eco

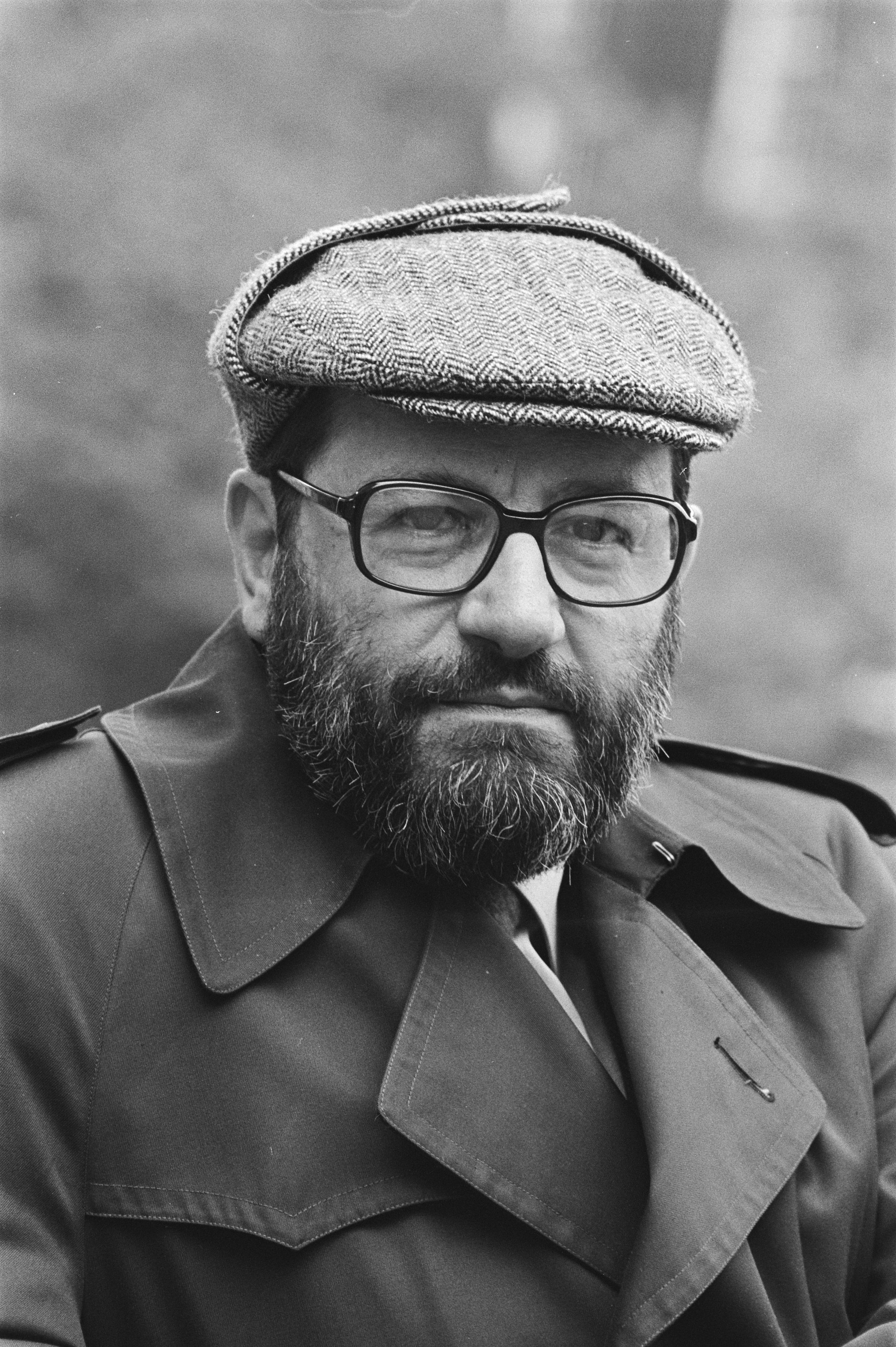
Umberto Eco 1984.

Umberto Eco, född 5 januari 1932 i Alessandria, Piemonte, Italien, död 19 februari 2016 i Milano, Italien, var en italiensk författare, litteraturvetare, historiker, medeltidsexpert och filosof samt professor i semiotik vid universitetet i Bologna där han var verksam från 1971, 1975–2007 som professor. Han blev känd för den breda publiken med romanen Rosens namn.

## Biografi

### Bakgrund
Umberto Eco föddes i Alessandria i den italienska regionen Piemonte, en trakt som är mer påverkad av den franska än den italienska kulturen. Hans far Giulio var kamrer som stred för Italien i tre krig. Modern hette Giovanna Bisio. Farfadern tog släktnamnet Eco, vilket är en akronym för ex caelis oblatus (ung. "en skänk från ovan", det vill säga "en gåva av Gud").
Under andra världskriget flyttade Eco och hans mor Giovanna till en by i de piemonteska bergen. Rådd av sin far började han studera juridik vid universitetet i Turin. Han hoppade emellertid av sina juridikstudier och började mot sin fars vilja studera medeltidsfilosofi och litteratur, och doktorerade 1956 med en avhandling om Thomas av Aquino.

### Tidigt skrivande
Eco anställdes senare som kulturredaktör vid det italienska public service-företaget Radiotelevisione Italiana (RAI) och föreläste parallellt vid universitetet i Turin 1956–1964. En grupp avantgardister (målare, musiker och författare), som han börjat umgås med under sin tid vid RAI, fick ett avgörande inflytande på Ecos framtida författarskap. Detta var särskilt påtagligt efter hans första bok 1956  Problema Estetico di San Tommaso, en vidareutveckling av hans disputation, vilket anses utgöra en milstolpe i hans akademiska karriär.
1959 publicerade han sin andra bok, Sviluppo dell'estetico Medievale, med vilken Umberto Eco blev en etablerad medeltidsfilosof och gav honom faderns erkännande. Han miste sitt arbete på RAI, men fadern hade blivit överbevisad om att Ecos val hade varit det rätta. Förlusten av tjänsten kompenserades av att han blev alltmer eftersökt som föreläsare och lärare. År 1959 fick han anställning som huvudredaktör för faktaavdelningen vid Casa Editrice Bompiani i Milano, en tjänst han upprätthöll till 1975.
Ecos forskning i medeltidens estetik visade på skillnaden mellan teori och praktik. Han har sagt om medeltiden att "det fanns ett geometriskt utformat, rationellt schema över vad skönhet ansågs vara, men å andra sidan också ett oförlikneligt konstliv med dess dialektik av form och intention". Ecos arbete inom litteraturteori har ändrat inriktning över tiden: till en början var han en av de första företrädarna för reader response-teorin.
Under denna tid inriktades Ecos forskning i stället på teorin att texter var semantiskt öppna och på semiotik, vilket resulterade i många essäer i ämnet, och 1962 gav han ut boken Opera aperta (Öppna verk). I denna argumenterade Eco för att litterära texter var fält av mening, i stället för trådar av mening ("röda tråden"), eftersom läsaren uppfattar texterna som öppna, med en inre dynamik och psykologiskt kringgärdade fält som möjliggör många olika tolkningar. De verk där den möjliga förståelsen är begränsad till en enstaka, entydig tråd är de som är minst uppskattade, medan de verk som är mest öppna och som ger läsaren flest möjligheter att skapa sin egen bild av innehållets mening, är de mest uppskattade verken. 
Eco betonade att ord inte kunde reduceras till deras lexikala betydelser, utan deras betydelser skapas snarare i yttrandets sammanhang. Den tanken hade redan framförts av bland annat I.A. Richards och andra, men Eco tillämpade detta på litteraturen. Han utvecklar också meningens utgångspunkt från den oupphörligt förändrade meningen i ett yttrandes ord, till ett spel av förväntan och fullföljelse av mening. Till detta ställningstagande kom Eco genom språkstudier och genom semiotik, snarare än genom psykologiska eller historiska studier, vilket Wolfgang Iser och Hans-Robert Jauss hade gjort. Ecos arbete påverkade också populärkulturstudier.
I september 1962 gifte han sig med Renate Ramge, en tysk konstvetare.

### Senare skrivande
Sin omfattande kunskap om medeltiden kunde Eco tillämpa i romanen Rosens namn (1980), som senare filmatiserades med Sean Connery i huvudrollen. Berättelsen handlar om en munk som utreder en serie mord med anknytning till klostrets bibliotek. Ecos främsta förtjänst låg i att översätta de medeltida kontroverserna och irrlärorna till modernt språkbruk så att läsaren kunde tillgodogöra sig verket utan att vara teolog. I berättelsens slut finns bara munken som i sina försök att restaurera biblioteket med det skräp som återstår försöker skapa en mening. 
Fastän hans verk utgörs av arkaistiskt material, gammalmodiga karaktärer och uråldriga texter, kännetecknas berättelserna av täta intriger med oväntade vändningar, och han har en stor publik över hela världen. Även hans andra roman, Foucaults pendel, har sålt i stora upplagor. Denna roman handlar om tre understimulerade förläggare som arbetar för ett mindre bokförlag, vilka beslutar sig, som tidsfördriv, för att väva ihop alla konspirationsteorier, alkemiska verk och pseudovetenskapliga avhandlingar, och hermetiska experiment som de dagligen får. De låtsas som om texten de skrivit är ett verk av en hemlig orden med band till Tempelherreorden som har tänkt ta över världen. Fastän de hånar de ursprungliga texter de använder som material, blir de snart uppslukade av sin berättelse. Deras skämt tas dock på allvar av de som skrivit de ursprungliga texterna, och de blir fångade av den verklighet som deras fiktion skapat när de blir föremål för en förföljelse på liv och död.
Precis som i Rosens namn, är karaktärerna i Foucaults pendel besatta av hermeneutik och i synnerhet den avsiktligt dolda sanningen. Karaktärerna står inför det slumpartade och oförutsedda. Ecos karaktärer illustrerar hans litterära teori genom att de åskådliggör sättet som meningen är ett resultat av medvetandet och det omöjliga i att läsandet saknar strävan efter mening. Ibland skapas meningen omedvetet i något som inte finns bara för att någon läser en text på ett visst sätt. I likhet med semiotiken är det möjligt att ordningen föregås av slumpen och att varje mening är sann eller falsk endast i den utsträckning som någon tror på den.
Ecos verk illustrerar det postmoderna litteraturbegreppet om hypertextualitet, det vill säga den påverkan som teorin hävdar finns mellan verk och deras tolkningar. 

### Övrigt
Eco bodde mot slutet av sitt liv i Milano. Hans privata bibliotek bestod av mer än 30 000 böcker. Han hade en professur vid universitetet i Bologna. Regelbundet skrev han i L'Espresso i sin egen kolumn, kallad "La Bustina di Minerva".
Sedan 1985 har Umberto Eco erhållit över trettio hedersdoktorat över hela världen, bland dem ett vid Uppsala universitet.
Asteroiden 13069 Umbertoeco är uppkallad efter honom.

### Romaner
- 1980 – Il nome della rosa (Rosens namn, översättning Eva Alexanderson, Bromberg, 1983)
- 1988 – Il pendolo di Foucault  (Foucaults pendel, översättning Eva Alexanderson, Bromberg, 1989)
- 1994 – L'isola del giorno prima (Gårdagens ö, översättning Barbro Andersson, Bromberg, 1995)
- 2000 – Baudolino (översättning Barbro Andersson, Bromberg, 2001)
- 2004 – La misteriosa fiamma della regina Loana (Drottning Loanas mystiska eld, översättning Barbro Andersson, Bromberg, 2004)
- 2010 – Il cimitero di Praga (Begravningsplatsen i Prag, översättning Barbro Andersson, Bromberg, 2011)
- 2015 – Numero zero (Upplaga noll, översättning Barbro Andersson, Bromberg, 2015)

### Facklitteratur
(Böcker och större arbeten i filosofi, litteraturvetenskap och kulturhistoria)
- Il problema estetico in San Tommaso  (1956)
- Sviluppo dell'estetica medievale i "Momenti e problemi di storia dell'estetica", (1959)
- Uppfinningarnas historia: kulturhistoriskt panorama i text och bild från stenyxan till rymdraketen (tillsammans med Giovanni Battista Zorzoli) (översättning Anders Byttner, Natur och kultur, 1962) (Storia figurata delle invenzioni)
- "Opera Aperta", (1962) ("Det öppna verket")
- Kulturknäck: liten guide till den livade kulturen (översättning Ingamaj Beck, Bromberg, 1990) (Diario minimo), (1963)
- Den frånvarande strukturen: introduktion till den semiotiska forskningen (översättning Estrid Tenggren, Cavefors, 1971) (La struttura assente)
- Apocalittici e integrati (1964)
- Le poetiche di Joyce" (1965)
- Il costume di casa (1973)
- Dalla periferia dell'impero (1977)
- Sette anni di desiderio (1983)
- Trattato di semiotica generale (1975)
- Forme del contenuto (1971)
- Il Superuomo di massa (1976)
- Lector in Fabula (1979).
- PS till Rosens namn (översättning Eva Alexanderson, Bromberg, 1985) (Postille al nome della rosa) (1983)
- "Semiotica e filosofia del linguaggio (1984)
- I limiti dell'interpretazione (1990)
- Stora stjärnor och små (översättning Barbro Andersson, Bromberg, 1992) (Il secondo diario minimo), (1994)
- Interpretation and Overinterpretation  med R. Rorty, J. Culler, C. Brooke-Rose; ed. S.Collini. (1992)
- La ricerca della lingua perfetta nella cultura europea (1993)
- Six Walks in the Fictional Woods (1994)
- Ur-fascism, essä (1995)
- Incontro - Encounter - Rencontre (1996)
- In cosa crede chi non crede? med Carlo Maria Martini) (1996).
- Fyra moraliska betraktelser (översättning Anna Smedberg, Bromberg, 1999) (Cinque scritti morali), (1997)
- Kant e l’ornitorinco (1997)
- Serendipities: Language and Lunacy (1998)
- Experiences in Translation (2000)
- Mouse or rat?: translation as negotiation (2003)
- Om skönhet (översättning Barbro Andersson, Bromberg, 2005 (Storia della bellezza), ed. U.Eco, med Girolamo de Michele (2003)
- Tankar om litteratur (översättning Barbro Andersson, Bromberg, 2004) (Sulla letteratura), (2003)
- Kräftgång (översättning Barbro Andersson, Bromberg, 2007) (A passo di gambero)
- Om fulhet (översättning Barbro Andersson, Bromberg, 2008) (Storia della bruttezza)
- Vad kostar ett mästerverk? (översättning Barbro Andersson, Bromberg, 1987) [essäer, ur Il costume di casa, Dalla perifera dell'impero och Sette anni di desiderio)

### Barnböcker
(Illustrerade av Eugenio Carmi)
- 1966 – La bomba e il generale (omarbetad 1988)
- 1966 – I tre cosmonauti (De tre astronauterna översättning Jan Wahlén, Bromberg, 1989)
- 1992 – Gli gnomi di Gnu (Gnuttarna på Gnu, översättning Maja Lundgren, Bromberg, 1992)